# Palestine (khu vực)
Palestine (tiếng Ả Rập: فلسطين Filasṭīn, Falasṭīn hoặc Filisṭīn; tiếng Hebrew: פלשתינה Palestina) là một khu vực địa lý tại Tây Á, nằm giữa Địa Trung Hải và sông Jordan. Đôi khi nó được cho là bao gồm các lãnh thổ lân cận. Tên gọi này được các nhà văn Hy Lạp cổ đại sử dụng, và sau đó được sử dụng cho tỉnh Syria Palaestina của La Mã, tỉnh Palaestina Prima của Đông La Mã, và huyện Jund Filastin của Hồi giáo. Khu vực gồm hầu hết lãnh thổ của Vùng đất Israel, là Đất Thánh theo kinh thánh Do Thái. Theo lịch sử, nó được cho là phần phía nam của các định danh khu vực rộng hơn như Canaan, Syria, ash-Sham, và Levant.
Khu vực Palestine nằm tại vị trí chiến lược, giữa Ai Cập, Đại Syria và bán đảo Ả Rập, là nơi khởi nguồn của Do Thái giáo và Cơ Đốc giáo. Khu vực có lịch sử lâu dài và náo động do là nơi giao thoa về tôn giáo, văn hoá, thương nghiệp và chính trị. Khu vực từng nằm dưới quyền kiểm soát của nhiều dân tộc, gồm có người Ai Cập cổ đại, Canaan, Israel cổ đại và Judea, Assyria, Babylon, Ba Tư, Hy Lạp cổ đại và Macedonia, Vương quốc Hasmoneus Do Thái, La Mã, Đông La Mã, các đế quốc Ả Rập (Rashidun, Umayyad, Abbasi và Fatimid), Thập tự quân, Ayyub, Mamluk, Mông Cổ, Ottoman, Anh, và người Israel, Jordan, Ai Cập và Palestine hiện đại.
Ranh giới của khu vực biến đổi trong suốt lịch sử. Ngày nay, khu vực bao gồm Nhà nước Israel và các lãnh thổ Palestine do Nhà nước Palestine tuyên bố chủ quyền.

## Lịch sử

### Thời kỳ cổ đại

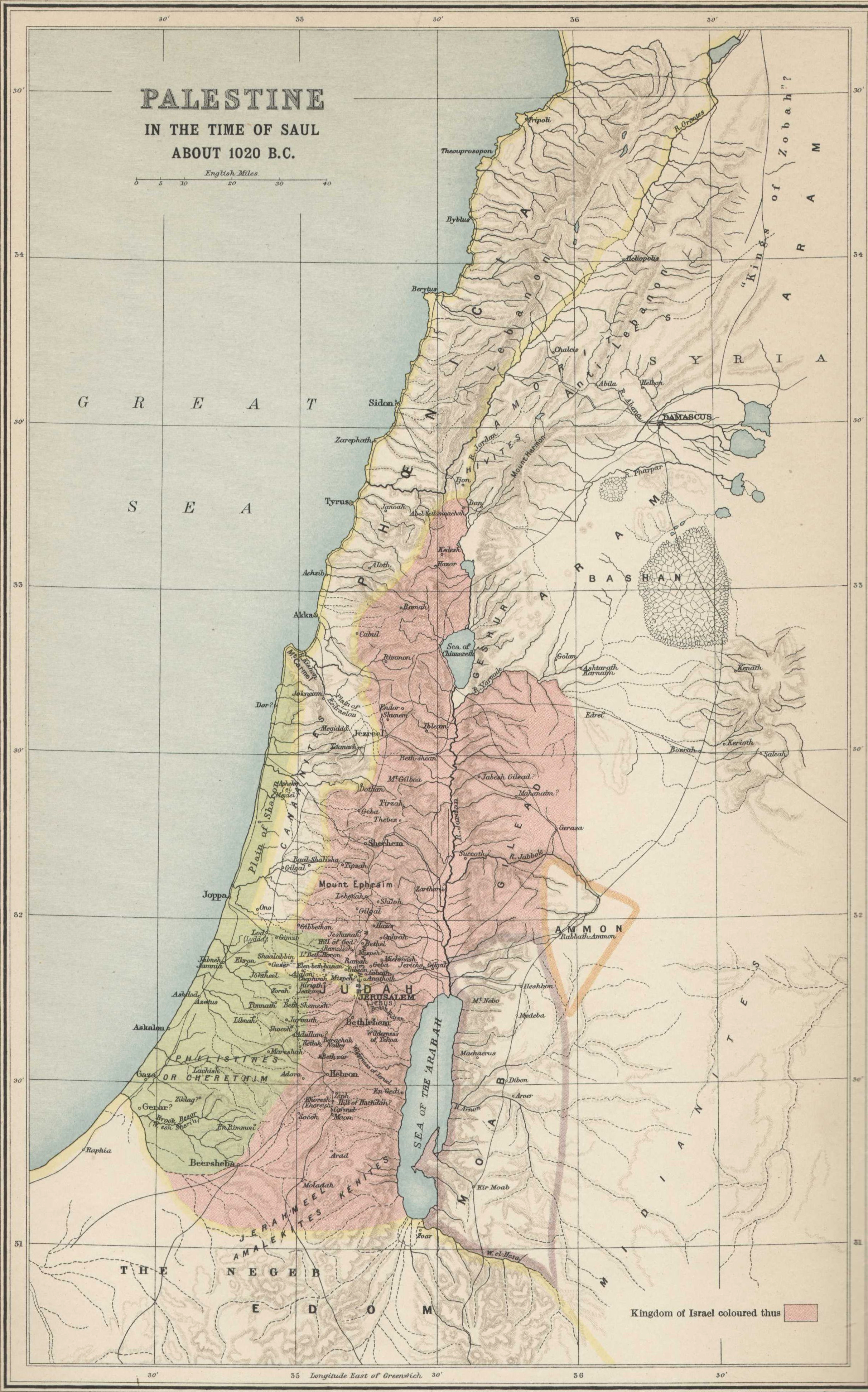
Miêu tả về Palestine kinh thánh vào khoảng 1020 TCN theo Tập bản đồ địa lý lịch sử của Đất Thánh của tác giả George Adam Smith năm 1915. Sách của Smith được Lloyd George sử dụng để tham chiếu trong đàm phán về Lãnh thổ uỷ trị Palestine thuộc Anh.

Khu vực Palestine nằm trong số những nơi đầu tiên trên thế giới có con người cư trú, có các cộng đồng nông nghiệp và văn minh. Trong thời kỳ đồ đồng, các thành bang Canaan độc lập hình thành, và chịu ảnh hưởng từ các nền văn minh xung quanh là Ai Cập cổ đại, Lưỡng Hà, Phoenicia, Minos Crete, và Syria. Trong khoảng 1550–1400 TCN, các thành phố Canaan trở thành chư hầu của Tân Vương quốc Ai Cập, thế lực này nắm giữ quyền lực cho đến trận chiến Djahy (Canaan) vào năm 1178 TCN trong giai đoạn thời kỳ đồ đồng sụp đổ. Người Israel xuất hiện từ một quá trình chuyển biến xã hội sâu sắc diễn ra trong các cư dân tại vùng núi miền trung của Canaan khoảng năm 1200 TCN, không có dấu hiệu về xâm chiếm bạo lực hoặc thậm chí là xâm nhập hoà bình của một dân tộc xác định rõ ràng và đến từ nơi khác.
Khu vực trở thành bộ phận của đế quốc Tân Assyria từ khoảng 740 TCN, đế quốc này bị Tân Babylon thay thế vào khoảng năm 627 TCN. Theo Kinh Thánh, một cuộc chiến với Ai Cập đạt đỉnh vào năm 586 TCN khi Jerusalem bị quốc vương Babylon là Nebuchadnezzar II tàn phá và các thủ lĩnh địa phương trong khu vực Judea bị đày đến Babylon. Năm 539 TCN, đế quốc Babylon bị thay thế bằng đế quốc Achaemenes. Theo Kinh Thánh và suy đoán từ trụ sét Cyrus, cư dân Judea bị lưu đày được phép trở về Jerusalem. Miền nam Palestine trở thành một tỉnh của đế quốc Achaemenes với tên gọi là Idumea, và bằng chứng từ mảnh đồ gốm gợi ý về một xã hội kiểu Nabatene, do người Idumea dường như liên kết với người Nabatene, hình thành tại miền nam Palestine trong thế kỷ 4 TCN và rằng vương quốc Ả Rập Qedar thâm nhập khắp khu vực trong suốt thời kỳ Ba Tư và Hy Lạp thống trị.

### Thời kỳ cổ điển
Trong thập niên 330 TCN, quân vương người Macedonia là Alexandros Đại đế chinh phục khu vực, khu vực sau đó đổi chủ nhiều lần trong các cuộc chiến Diadochi rồi các cuộc chiến Syria. Cuối cùng khu vực rơi vào tay đế quốc Seleukos khoảng 219–200 TCN. Năm 116 TCN, một cuộc nội chiến tại Seleukos dẫn đến một số khu vực trở nên độc lập trong đó có Hasmoneus tại dãy núi Judae. Từ năm 110 TCN, người Hasmoneus bành trướng quyền lực của mình ra phần lớn Palestine, tạo nên một liên minh Judaea–Samaria–Idumaea–Ituraea–Galilee. Người Judaea (Do Thái) kiểm soát khu vực rộng lớn hơn khiến nó cũng được gọi là Judaea, một thuật ngữ trước đó chỉ đề cập tới khu vực nhỏ là dãy Judaea. Trong khoảng 73–63 TCN, Cộng hoà La Mã bành trướng ảnh hưởng đến khu vực trong Chiến tranh Mithridates lần thứ ba, chinh phục Judea vào năm 63 TCN, và tách vương quốc Hasmoneus cũ thành 5 huyện. Ba năm thánh chức của Giê-su, với đỉnh điểm là việc ông bị đóng đinh lên thánh giá, được ước tính diễn ra từ 28–30 CN, song một thiểu số học giả tranh luận về tính lịch sử của Giê-su. Năm 70 CN, Titus cướp phá Jerusalem, khiến người Do Thái và Cơ Đốc trong thành phân tán đến Yavne và Pella. Năm 132, Hadrian sáp nhập tỉnh Iudaea với Galilee và Paralia để tạo thành tỉnh mới Syria Palaestina, và Jerusalem đổi tên thành "Aelia Capitolina". Trong năm 259–272, khu vực nằm dưới quyền cai trị của Odaenathus với tư cách là quân chủ của Đế quốc Palmyra. Sau thắng lợi của hoàng đế Cơ Đốc giáo Constantinus trong nội chiến tứ đế, quá trình Cơ Đốc giáo hóa đế quốc La Mã bắt đầu, và năm 326 mẹ của Constantinus là Helena đến Jerusalem và bắt đầu cho xây các nhà thờ và đền. Palestine trở thành một trung tâm của Cơ Đốc giáo, thu hút nhiều tăng lữ và học giả tôn giáo. Khởi nghĩa của người Samaria trong giai đoạn này khiến họ gần tuyệt diệt. Năm 614, Palestine bị triều đại Sassanid Ba Tư sáp nhập, rồi về tay Đông La Mã vào năm 628.

### Trung Cổ
Đế quốc Hồi giáo chinh phục vào năm 634. Năm 636, trận Yarmouk đánh dấu quyền bá chủ của người Hồi giáo đối với khu vực, khu vực được gọi là Jund Filastin thuộc tỉnh Bilâd al-Shâm (Đại Syria). Năm 661, Khalip Ali bị ám sát, Muawiyah I cai trị thế giới Hồi giáo sau khi đăng cơ tại Jerusalem. Thánh đường Vòm Đá hoàn thành vào năm 691 là công trình lớn đầu tiên thuộc kiến trúc Hồi giáo.
Đa số cư dân tại khu vực là tín đồ Cơ Đốc giáo và tình trạng này duy trì cho đến khi Saladin tiến hành chinh phục nơi đây vào năm 1187. Cuộc chinh phục của người Hồi giáo tỏ ra ít có tác động đến tính liên tục về xã hội và hành chính trong vài thập niên. Từ 'Ả Rập' khi đó chủ yếu đề cập tới dân du mục Bedouin, dù cho khu định cư Ả Rập được chứng thực tồn tại trên cao nguyên Judea và gần Jerusalem vào thế kỷ 5, và một số bộ lạc đã cải sang Cơ Đốc giáo. Cư dân địa phương hoạt động nông nghiệp, điều được cho là hạ mình và bị gọi là Nabaț, ám chỉ dân làng nói tiếng Aramaic. Một ḥadīth, nhân danh một nô lệ Hồi giáo được giải phóng và định cư tại Palestine, lệnh cho người Ả Rập Hồi giáo không định cư tại các làng.
Vương triều Umayyad thúc đẩy kinh tế khu vực hồi sinh mạnh mẽ, song bị vương triều Abbas thay thế vào năm 750. Ramla trở thành trung tâm hành chính trong các thế kỷ sau, trong khi Tiberias trở thành một trung tâm phát triển mạnh của giới học giả Hồi giáo. Từ năm 878, Palestine do Ai Cập cai trị dưới quyền các quân chủ bán tự trị trong gần một thế kỷ, bắt đầu từ cựu nô lệ người Thổ Ahmad ibn Tulun, cả người Do Thái và Cơ Đốc đều cầu nguyện khi ông mất và kết thúc với các quân chủ Ikhshid. Lòng tôn kính đối với Jerusalem gia tăng trong giai đoạn này, khi nhiều quân chủ Ai Cập chọn an táng tại đây. Tuy nhiên, giai đoạn sau có đặc điểm là ngược đãi tín đồ Cơ Đốc giáo do gia tăng đe doạ từ Đông La Mã. Vương triều Fatima chinh phục khu vực vào năm 970, đánh dấu bắt đầu giai đoạn chiến tranh liên tục giữa nhiều đối thủ, khiến Palestine bị tàn phá, đặc biệt là huỷ diệt cư dân Do Thái địa phương. Năm 1071-73, Palestine bị đế quốc Đại Seljuk Ba Tư chiếm lĩnh, Fatima tái chiếm khu vực vào năm 1098, rồi đến năm 1099 lại để mất khu vực vào tay Thập tự quân. Thập tự quân kiểm soát Jerusalem và hầu hết Palestine trong gần một thế kỷ, cho đến khi họ thất bại trước quân của Saladin vào năm 1187, sau đó hầu hết Palestine nằm dưới quyền kiểm soát của vương triều Ayyub. Một tiểu quốc Thập tự quân tàn dư tại các thành thị duyên hải phía bắc tồn tại trong một thế kỷ nữa, song dù có thêm bảy cuộc thập tự chinh nữa thì Thập tự quân cũng không còn là một thế lực đáng kể trong khu vực. Thập tự chinh thứ tư không tiếp cận Palestine mà trực tiếp làm suy thoái đế quốc Đông La Mã, làm giảm đột ngột ảnh hưởng của Cơ Đốc giáo khắp khu vực.

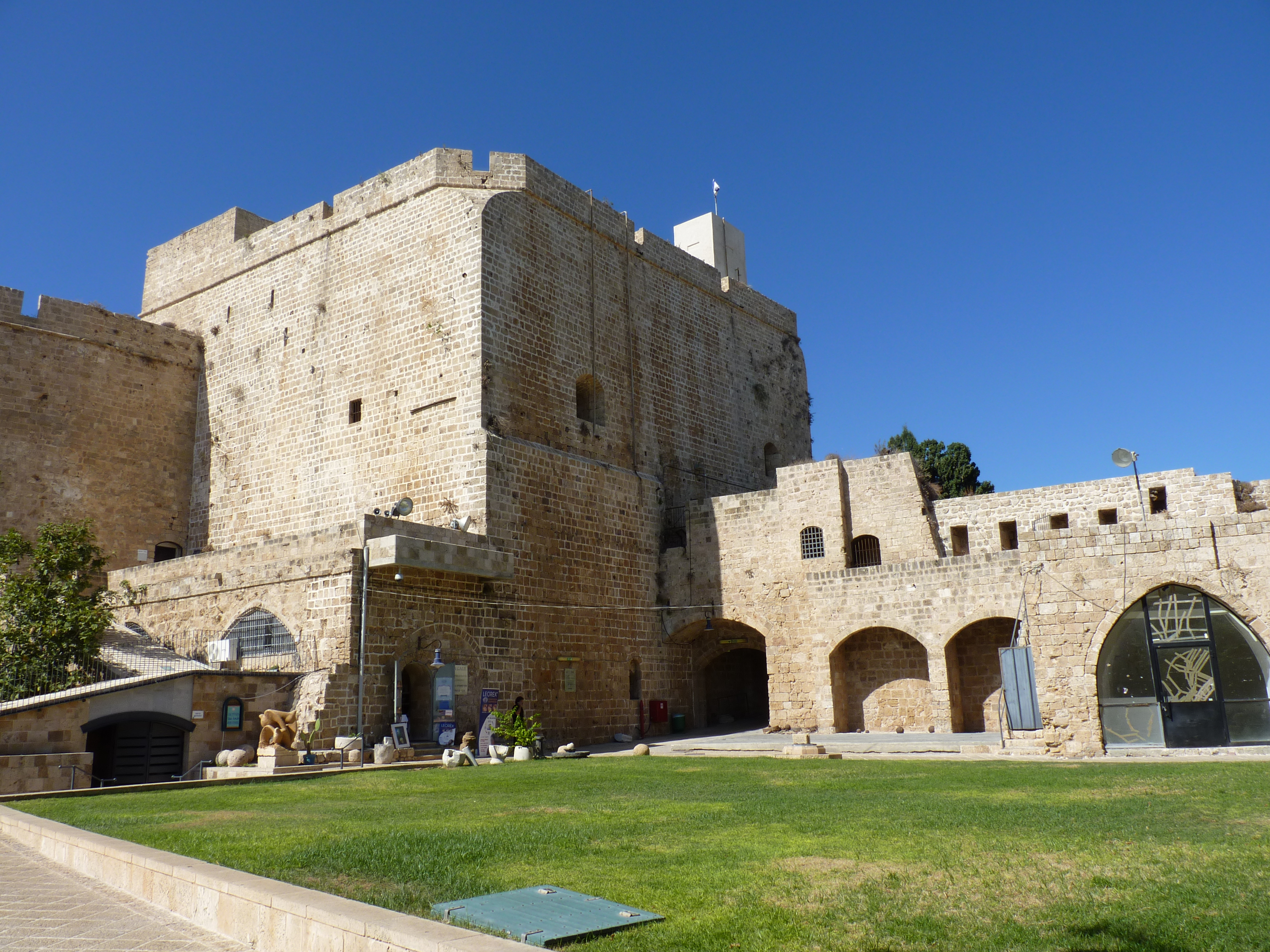
Pháo đài Thập tự quân tại Acre, còn gọi là Pháo đài Cứu tế, được xây dựng trong thế kỷ 12.

Vương quốc Hồi giáo Mamluk được thành lập gián tiếp tại Ai Cập do kết quả từ Thập tự chinh thứ bảy. đế quốc Mông Cổ tiếp cận Palestine lần đầu tiên vào năm 1260, khởi đầu bằng cuộc tập kích dưới quyền tướng quân Cảnh giáo Khiếp Đích Bất Hoa, và đỉnh điểm là bị quân Mamluk đánh tan trong trận Ain Jalut.

### Thời kỳ Ottoman

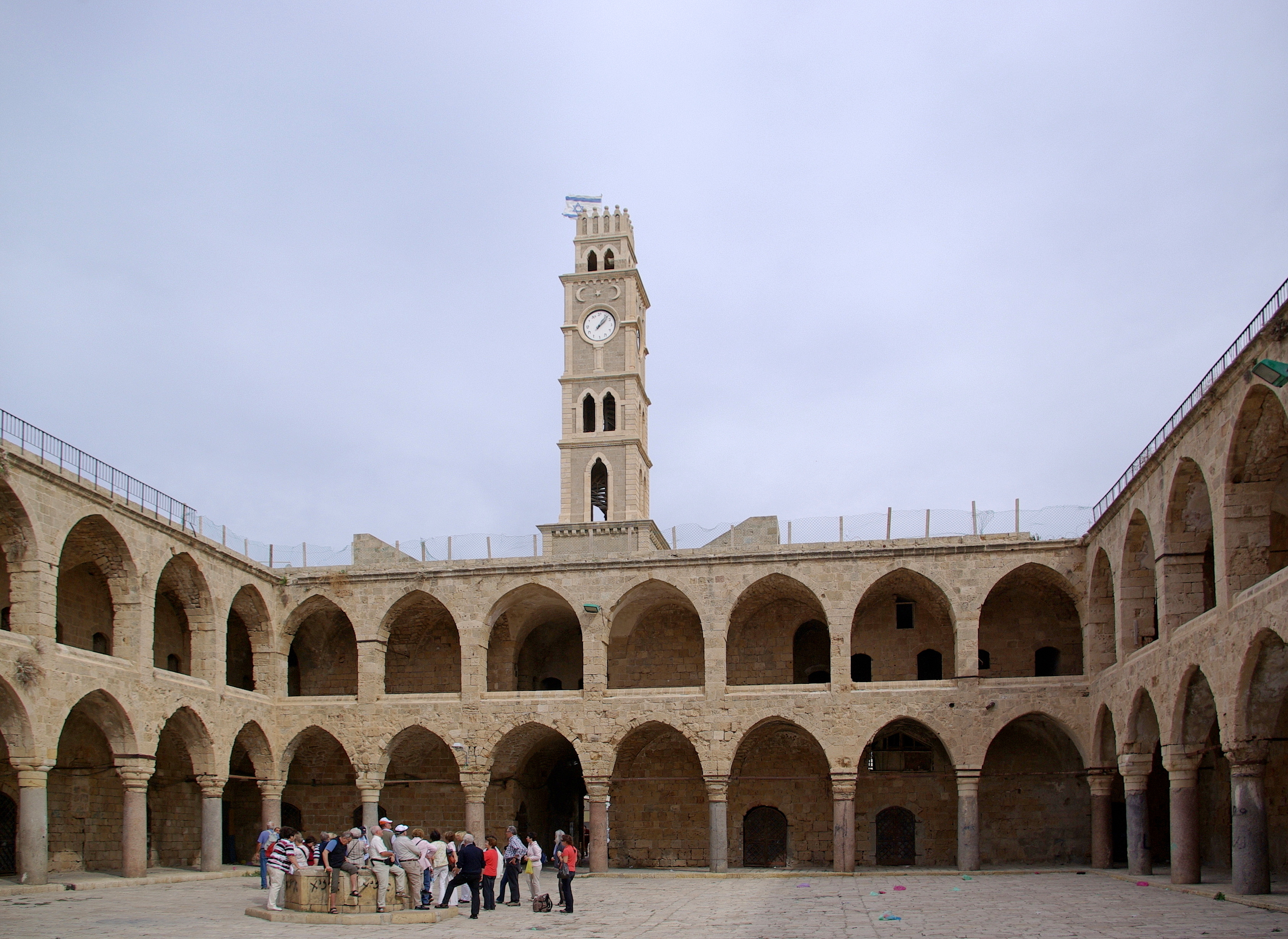
Khan al-Umdan được xây dựng tại Acre vào năm 1784, là caravanserai lớn nhất và được bảo tồn tốt nhất trong khu vực.

Năm 1486, xung đột bùng phát giữa Mamluk và Ottoman nhằm kiểm soát Tây Á, và người Ottoman chinh phục Palestine vào năm 1516. Từ giữa thế kỷ 16 đến thế kỷ 17, một liên minh gắn bó của ba triều đại địa phương là Ridwan xứ Gaza, Turabay xứ [al-Lajjun và Farrukh xứ Nablus cai quản Palestine nhân danh triều đình Ottoman.
Trong thế kỷ 18, thị tộc Zaydani dưới quyền lãnh đạo của Zahir al-Umar cai trị các bộ phận lớn của Palestine với vị thế tự trị cho đến khi Ottoman đánh bại được họ tại thành trì Galilee vào năm 1775-76. Zahir biến đổi thành phố cảng Acre thành một thế lực khu vực lớn, một phần là nhờ ông độc quyền giao dịch bông sợi và dầu ôliu từ Palestine sang châu Âu. Ưu thế khu vực của Acre tăng thêm dưới thời người kế vị Zahir là Ahmad Pasha al-Jazzar, trong khi Damas bị thiệt hại.
Năm 1830, ngay trước khi Muhammad Ali của Ai Cập xâm chiếm, triều đình Ottoman chuyển giao quyền kiểm soát các huyện Jerusalem và Nablus cho thống đốc Acre là Abdullah Pasha. Theo Silverburg, trên phương diện khu vực và văn hoá động thái này quan trọng vì tạo ra một Palestine Ả Rập tách khỏi Đại Syria (bilad al-Sham). Theo Pappe, đó là một nỗ lực nhằm củng cố mặt trận Syria trước cuộc xâm chiếm của Muhammad Ali. Hai năm sau, Muhammad Ali chinh phục Palestine, song quyền cai trị của Ai Cập bị thách thức vào năm 1834 do một cuộc khởi nghĩa quần chúng chống cưỡng bách tòng quân và các biện pháp khác được cho là xâm phạm nhân dân. Cuộc trấn áp tàn phá nhiều làng và đô thị lớn của Palestine.
Năm 1840, Anh can thiệp và trao lại quyền kiểm soát Levant cho Ottoman để đổi lấy thêm các thoả ước. Sự kiện Aqil Agha mất đánh dấu thách thức địa phương cuối cùng đối với tập quyền trung ương Ottoman tại Palestine, và bắt đầu từ thập niên 1860, Palestine tăng tốc trong phát triển kinh tế-xã hội do được hợp nhất với mô hình tăng trưởng kinh tế toàn cầu, đặc biệt là châu Âu. Những người hưởng lợi từ quá trình này là người Hồi giáo và Cơ Đốc giáo nói tiếng Ả Rập, họ nổi lên thành một tầng lớp mới trong giới tinh hoa Ả Rập. Đến cuối thế kỷ 19, diễn ra khởi đầu phong trào di dân phục quốc Do Thái và phục hưng ngôn ngữ-văn hoá Hebrew. Trong chiến tranh thế giới thứ nhất, Anh công khai ủng hộ phong trào này bằng Tuyên ngôn Balfour năm 1917.

### Anh uỷ trị và phân chia
Người Anh bắt đầu tiến hành chiến dịch Sinai và Palestine trong năm 1915. Chiến tranh lan đến miền nam Palestine trong năm 1917, đến Gaza và Jerusalem vào cuối năm. Người Anh chiếm được Jerusalem trong tháng 12 năm 1917. Họ di chuyển đến thung lũng Jordan vào năm 1918 và một chiến dịch của Đồng Minh tại miền bắc Palestine dẫn đến thắng lợi tại Megiddo trong tháng 9.
Người Anh chính thức được trao quyền uỷ trị khu vực vào năm 1922. Người Palestine phi Do Thái khởi nghĩa vào năm 1920, 1927 và 1936. Năm 1947, sau chiến tranh thế giới thứ hai và Holocaust, chính phủ Anh tuyên bố quyết định kết thúc uỷ trị, và Đại hội đồng Liên Hợp Quốc trong tháng 11 năm 1947 thông qua một nghị quyết đề xuất phân chia khu vực thành một nhà nước Ả Rập, một nhà nước Do Thái và chế độ quốc tế đặc biệt cho thành phố Jerusalem. Giới lãnh đạo Do Thái chấp thuận đề xuất, song Cao uỷ Ả Rập bác bỏ nó; một cuộc nội chiến bắt đầu ngay lập tức sau khi thông qua nghị quyết. Nhà nước Israel tuyên bố thành lập vào tháng 5 năm 1948.

### Sau năm 1948
Trong chiến tranh Ả Rập-Israel 1948, Israel chiếm lĩnh và sáp nhập thêm 26% lãnh thổ uỷ trị cũ, Jordan chiếm lĩnh khu vực Judea và Samaria, đổi tên thành "Bờ Tây", trong khi Ai Cập chiếm lĩnh Dải Gaza. Sau cuộc tản cư năm 1948, còn gọi là al-Nakba, 700.000 người Palestine từng đào tị hoặc bị đuổi khỏi quê hương của mình không được phép quay về sau hội nghị Lausanne 1949.
Trong chiến tranh Sáu ngày vào tháng 6 năm 1967, Israel chiếm phần còn lại của Lãnh thổ uỷ trị Palestine cũ từ tay Jordan và Ai Cập, và bắt đầu chính sách lập các khu định cư Do Thái trên các lãnh thổ này. Từ năm 1987 đến năm 1993, diễn ra đại khởi nghĩa lần thứ nhất của người Palestine chống Israel, trong đó có tuyên ngôn Nhà nước Palestine vào năm 1988 và kết thúc với Hoà ước Oslo 1993 Oslo và thành lập Chính quyền Dân tộc Palestine.
Năm 2000, đại khởi nghĩa lần thứ nhì bắt đầu, và Israel cho xây dựng một hàng rào phân cách. Năm 2005, Israel rút toàn bộ dân định cư và hiện diện quân sự khỏi Dải Gaza, song duy trì kiểm soát quân sự trên nhiều phương diện của lãnh thổ bao gồm biên giới, hàng không và bờ biển. Việc Israel duy trì chiếm đóng quân sự Dải Gaza, Bờ Tây và Đông Jerusalem là cuộc chiếm đóng quân sự lâu nhất trong lịch sử hiện đại.
Trong tháng 11 năm 2012, vị thế của phái đoàn Palestine tại Liên Hợp Quốc được nâng cấp thành nhà nước quan sát viên phi thành viên với danh nghĩa Nhà nước Palestine.

## Ranh giới

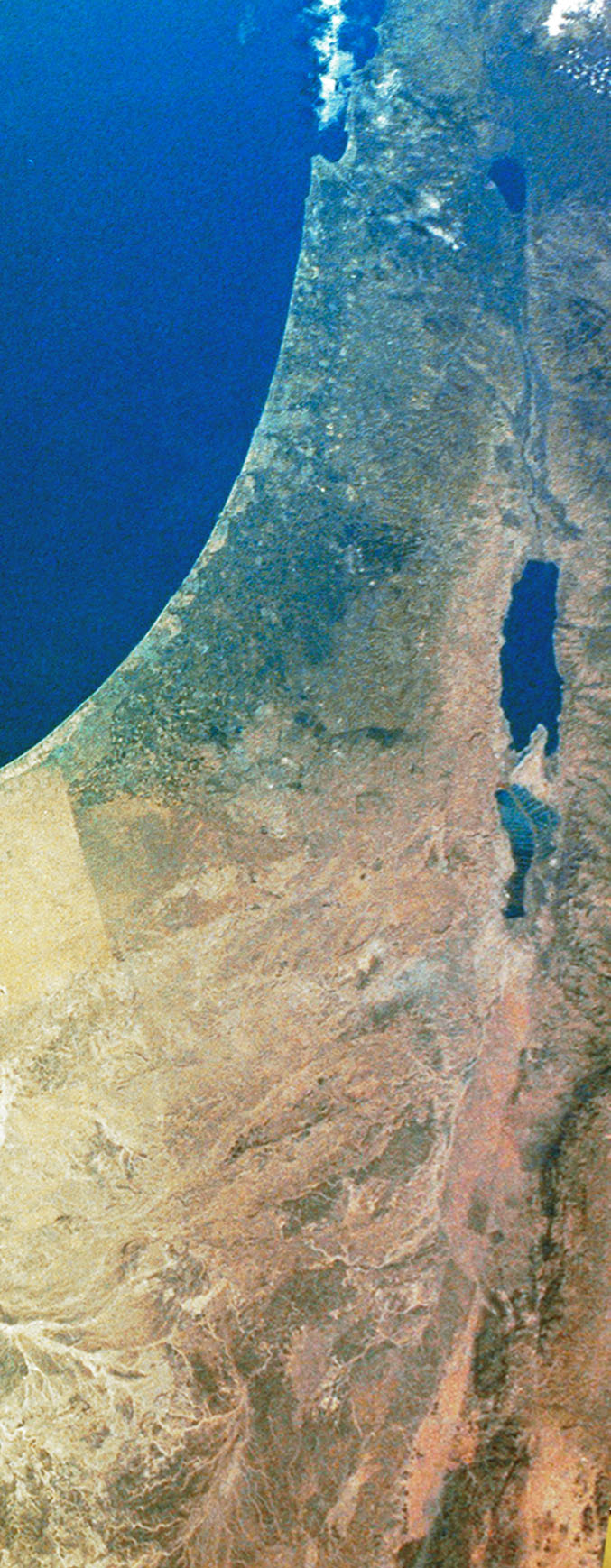
Hình ảnh vệ tinh khu vực Palestine, 2003.

### Cổ trung đại
Ranh giới của Palestine thay đổi trong suót lịch sử. Thung lũng Đứt gãy Jordan (gồm wadi Arabah, biển Chết và sông Jordan) có thời gian tạo thành biên giới chính trị và hành chính, thậm chí là trong các đế quốc kiểm soát liên lãnh thổ. Tại thời điểm khác, chẳng hạn trong các giai đoạn nhất định thời Hasmoneus và Thập tự quân, cũng như thời kinh thánh, lãnh thổ hai bên bờ sông tạo thành bộ phận của một đơn vị hành chính. Trong thời kỳ đế quốc Ả Rập, bộ phận của miền nam Liban và các khu vực cao nguyên miền bắc của Palestine và Jordan được cai trị với tên gọi Jund al-Urdun, trong khi phần miền nam của Palestine và Jordan tạo thành bộ phận của Jund Dimashq- trong thế kỷ 9 gắn với đơn vị hành chính Jund Filastin.
Ranh giới khu vực và tính chất dân tộc của cư dân của Palaestina được sử gia Hy Lạp thế kỷ 5 TCN Herodotus nói đến có thay đổi theo ngữ cảnh. Đôi khi, ông sử dụng nó để chỉ duyên hải phía bắc núi Carmel. Khi khác là để phân biệt người Syria tại Palestine với người Phoenicia, ông quy vùng đất của họ trải dài khắp duyên hải từ Phoenicia đến Ai Cập. Pliny mô tả một khu vực của Syria "từng gọi là Palaestina" trong số các khu vực tại miền đông Địa Trung Hải.
Từ thời kỳ Đông La Mã, ranh giới Palaestina thuộc Đông La Mã là khu vực nằm giữa sông Jordan và Địa Trung Hải. Thời Ả Rập, Filastin (hay Jund Filastin) được sử dụng về hành chính để chỉ khu vực từng là Palaestina Secunda (gồm Judaea và Samaria) thuộc Đông La Mã, còn Palaestina Prima (gồm Galilee) được đổi tên thành Urdunn ("Jordan" hay Jund al-Urdunn).

### Thời hiện đại
Các nguồn trong thế kỷ 19 nói đến Palestine với ý là khu vực kéo dài từ biển đến tuyến lữ hành, có thể là tuyến Hejaz-Damas về phía đông thung lũng Jordan. Cũng có nguồn cho là nó kéo dài từ biển đến hoang mạc. Trước khi Đồng Minh chiến thắng trong chiến tranh thế giới thứ nhất và phân chia đế quốc Ottoman, hầu hết khu vực miền bắc của Jordan ngày nay là bộ phận của tỉnh Damascus (Syria), còn phần phía nam của Jordan ngày nay là bộ phận của tỉnh Hejaz. Khu vực trở thành Lãnh thổ uỷ trị Palestine vào cuối thời Ottoman bị phân chia giữa tỉnh Beirut (Liban) và huyện Jerusalem.}} Tổ chức Phục quốc Do Thái đưa ra định nghĩa về ranh giới của Palestine trong một phát biểu trước Hội nghị hoà bình Paris năm 1919.
Anh cai quản Lãnh thổ uỷ trị Palestine sau chiến tranh thế giới thứ nhất, họ cam kết lập một quê hương cho người Do Thái. Định nghĩa hiện đại về khu vực tuân theo ranh giới của thực tế này, vốn được người Anh điều chỉnh tại phía bắc và đông vào năm 1920-23 (bao gồm bị vong lục Ngoại Jordan) và Thoả thuận Paulet–Newcombe, và phía nam sau thoả thuận biên giới Thổ Nhĩ Kỳ-Ai Cập năm 1906.

### Sử dụng hiện tại
Khu vực Palestine được dùng để định danh cho người Palestine và văn hoá Palestine, chúng đều được định nghĩa liên quan đến toàn bộ khu vực lịch sử, thường là trong biên giới Lãnh thổ uỷ trị Palestine. Điều khoản Dân tộc Palestine 1968 mô tả Palestine là "quê hương của người Palestine Ả Rập", với "biên giới có từ thời uỷ trị thuộc Anh".
Tuy nhiên, kể từ Tuyên ngôn Độc lập Palestine 1988, thuật ngữ Nhà nước Palestine chỉ đề cập đến Bờ Tây và Dải Gaza. Sự không nhất quán này được Tổng thống Palestine Mahmoud Abbas mô tả là một nhượng bộ: "... chúng tôi chấp thuận thành lập Nhà nước Palestine chỉ trên 22% lãnh thổ Palestine lịch sử - trên toàn bộ Lãnh thổ Palestine bị Israel chiếm cứ vào năm 1967."
Thuật ngữ Palestine đôi khi cũng được sử dụng để chỉ bộ phận của các lãnh thổ Palestine hiện nằm dưới quyền cai quản hành chính của Chính quyền Dân tộc Palestine, một thực thể bán chính phủ cai quản bộ phận của Nhà nước Palestine theo các điều khoản trong Hiệp định Oslo.

## Nhân khẩu

### Nhân khẩu ban đầu
| Nửa đầu thế kỷ 1                                   | Đa số    | –        | –     |
| thế kỷ 5                                           | Thiểu số | Đa số    | –     |
| Cuối thế kỷ 12                                     | Thiểu số | Thiểu số | Đa số |
| Thế kỷ 14 trước Cái chết Đen                       | Thiểu số | Thiểu số | Đa số |
| Thế kỷ 14 sau Cái chết Đen                         | Thiểu số | Thiểu số | Đa số |
| Bàng dân số lịch sử soạn theo Sergio DellaPergola. |          |          |       |

Ước tính dân số Palestine thời cổ đại dựa theo hai phương pháp: thống kê và tác phẩm đương thời, và phương pháp khoa học dựa trên khai quật và các phương pháp thống kê xét đến số lượng khu định cư tại một thời điểm cụ thể, diện tích của mỗi khu định cư, yếu tố mật độ của mỗi khu định cư.
Theo các nhà khảo cổ học Israel Magen Broshi và Yigal Shiloh, cư dân Palestine cổ đại không vượt quá một triệu. Đến năm 300, Cơ Đốc giáo phát triển đáng kể đến mức người Do Thái chỉ chiếm một phần tư dân số.
Đến giữa thế kỷ đầu tiên người Ottoman cai trị, tức năm 1550, Bernard Lewis trong một nghiên cứu sổ sách của Ottoman thời kỳ đầu cai trị Palestine tường thuật: Tổng dân số vào khoảng ba trăm nghìn, từ một phần 5 đến một phần tư sống trong sáu thị trấn Jerusalem, Gaza, Safed, Nablus, Ramle, và Hebron. Những người gòn lại chủ yếu là nông dân và sống trong các làng với quy mô khác nhau. Cây lương thực chính của họ là lúa mì và lúa mạch, bổ sung với đậu, ô liu, rau quả. Trong và xung quanh các thị trấn có số lượng đáng kể vườn nho, cây ăn quả và rau.
| 1533–1539                                          | 5   | 6   | 145   | 157   |
| 1690–1691                                          | 2   | 11  | 219   | 232   |
| 1800                                               | 7   | 22  | 246   | 275   |
| 1890                                               | 43  | 57  | 432   | 532   |
| 1914                                               | 94  | 70  | 525   | 689   |
| 1922                                               | 84  | 71  | 589   | 752   |
| 1931                                               | 175 | 89  | 760   | 1.033 |
| 1947                                               | 630 | 143 | 1.181 | 1.970 |
| Bảng dân số lịch sử soạn theo Sergio DellaPergola. |     |     |       |       |

Theo Alexander Scholch, dân số Palestine vào năm 1850 là khoảng 350.000 người, 30% trong số đó sống tại 13 thị trấn; khoảng 85% là người Hồi giáo, 11% là người Cơ Đốc giáo và 4% là người Do Thái giáo.
Theo số liệu thống kê của Ottoman do Justin McCarthy nghiên cứu, dân số Palestine vào đầu thế kỷ 19 là 350.000, năm 1860 đạt 411.000 và đến năm 1900 đạt khoảng 600.000 trong đó 94% là người Ả Rập. Năm 1914, Palestine có dân số đạt 657.000 người Ả Rập Hồi giáo, 81.000 người Ả Rập Cơ Đốc giáo, và 59.000 người Do Thái. McCarthy ước tính cư dân phi Do Thái tại Palestine là 452.789 vào năm 1882; 737.389 vào năm 1914; 725.507 vào năm 1922; 880.746 vào năm 1931; và 1.339.763 vào năm 1946.
Năm 1920, báo cáo của Hội Quốc Liên mô tả 700.000 người sống tại Palestine như sau: Trong đó, 235.000 người sống trong các đô thị lớn, 465.000 trong các đô thị nhỏ và làng mạc. Bốn phần năm tổng dân số là người Hồi giáo. Một phần nhỏ trong số đó là người Ả Rập Bedouin; phần còn lại mặc dù nói tiếng Ả Rập và được gọi là người Ả Rập song phần lớn là hỗn chủng. Khoảng 77.000 cư dân là người Cơ Đốc giáo, đại đa số thuộc Giáo hội Chính thống, và nói tiếng Ả Rập. Số lượng người Do Thái là 76.000, hầu như toàn bộ đến Palestine trong 40 năm trước đó. Trước năm 1850, tại đây chỉ có một nhóm nhỏ người Do Thái.
Theo cơ quan thống kê của Israel, tính đến năm 2015, tổng dân số Israel là 8,5 triệu, trong đó 75% là người Do Thái, 21% là người Ả Rập. Trong cộng đồng Do Thái, 76% sinh tại Israel; phần còn lại là những người nhập cư với 16% đến từ châu Âu, Liên Xô cũ và châu Mỹ, và 8% đến từ châu Á và châu Phi. Theo cơ quan thống kê của Palestine ước tính, vào năm 2015 dân số Bờ Tây là khoảng 2,9 triệu và dân số Dải Gaza là 1,8 triệu. Dân số Gaza dự tính tăng lên 2,1 triệu vào năm 2020, mật độ là 5.800 người/km². Cơ quan thống kê Israel và Palestine đều đưa cư dân Ả Rập tại Đông Jerusalem vào báo cáo của họ. Theo các ước tính này tổng dân số khu vực Palestine, gồm Israel và các lãnh thổ Palestine, là khoảng 12,8 triệu.